# Главни контролор финансија
Главни контролор финансија (фр. Contrôleur général des finances) био је министар финансија у Краљевини Француској од 1661. до 1791. Замијенио је пређашњег главног надзорника финансија чији је положај укинут 1661. године.

## Надлежности
Положај је 1791. године замијењен положајем министра финансија. Године 1794. био је укинут заједно са свим другим министарским положајима, али је био обновљен на приједлог Директоријума 1795. године.
Главни контролор финансија је имао највећа овлашћења од свих државних положаја Краљевине Француске. Према званичном допису из 1665, главни контролор је имао право да Краљевском савјету подноси извјештаје у вези рада свог ресора и свих других ресора, што га је де факто чинило министром-предсједником.
Главни контролор је надгледао финансије, привреду, индустрију, трговину, мостове и путеве. Положај је био добро плаћен: главни контролор је добијао 200.000 ливра годишње и још 20.000 ливра као државни министар.
Главни контролор је учествовао у многим краљевским савјетима. Он је био стални члан Краљевског тајног савјета, Савјета депеша, Краљевског савјета финансија и Краљевског савјета трговине. Он се налазио на челу краљевског трезора, штампао је новац и управљао државном привредом.

## Организација
За разлику од других министарстава у том периоду, министарство главног контролора финансија је организовано по колегијалном принципу. Било је подијељено на неколико департмана, а најважнијим од њих — краљевским трезором — руководио је сам главни контролор. Осталим департманима су руководили надзорници финансија који су били одговорни главном контролору. Главном контролору су такође помагали пет надзорника трговине.
За разлику од других министарстава које је у Краљевском савјету представљао сам државни секретар, главни контролор је заједно са надзорницима финансија и трговине представљао своје министарство.